# FN MAG
La FN MAG es una ametralladora de propósito general belga calibre 7,62 mm, diseñada a comienzos de los años 1950 por Ernest Vervier en la Fabrique Nationale (FN). Es utilizada por unos 70 países, en 25 de los cuales es el arma de apoyo estándar y es producida localmente en 7 de ellos (Argentina, Egipto, India, Singapur, Taiwán, Estados Unidos y Reino Unido).  El nombre del arma es la abreviación de Mitrailleuse d’Appui General, que significa «ametralladora de propósito general». La MAG está disponible en tres principales versiones: la ametralladora pesada estándar de infantería Modelo 60-20, la coaxial para tanques Modelo 60-40 y la aeronáutica Modelo 60-30.

## Detalles de diseño

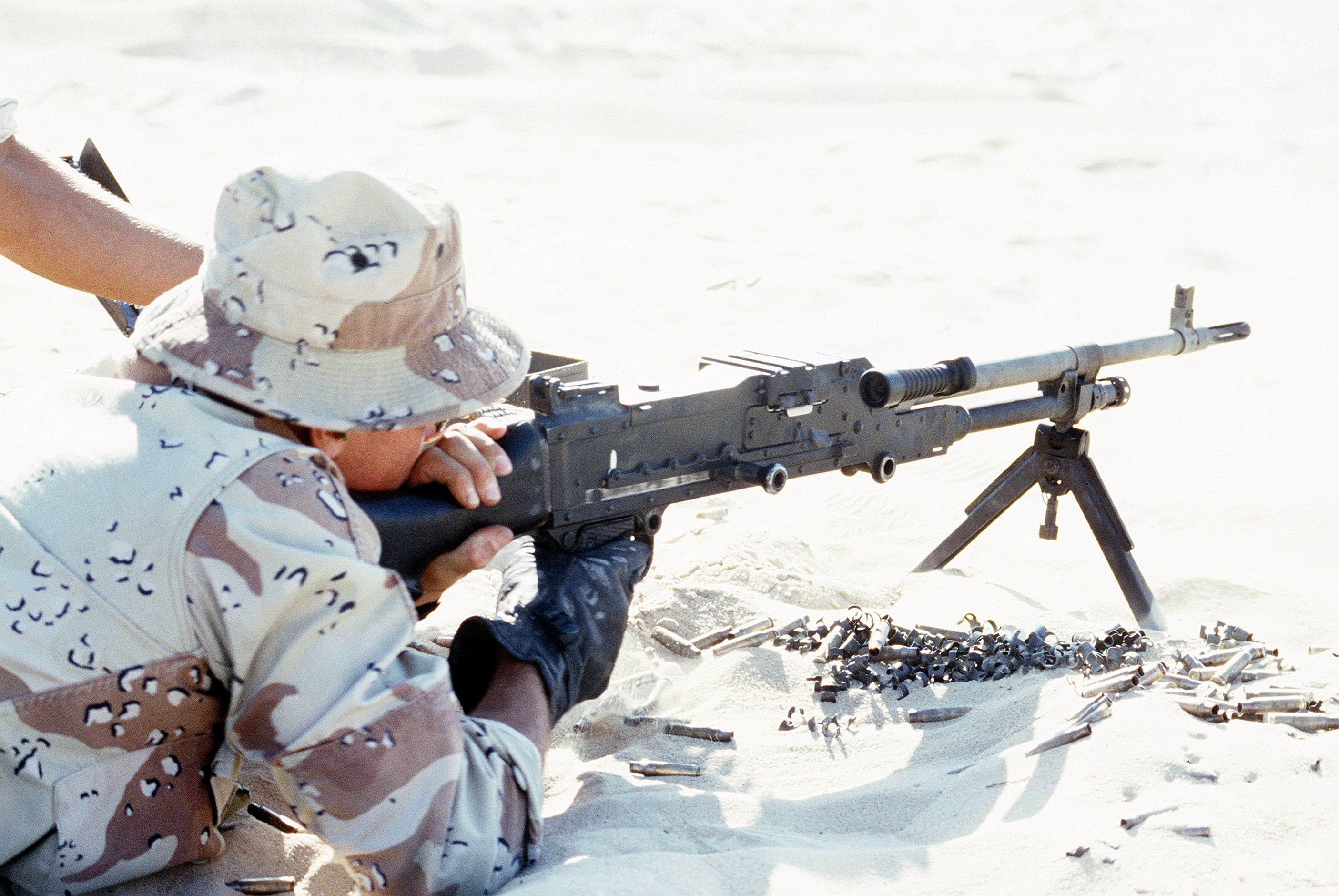
Un marine estadounidense disparando la L7A2, versión británica de la MAG.

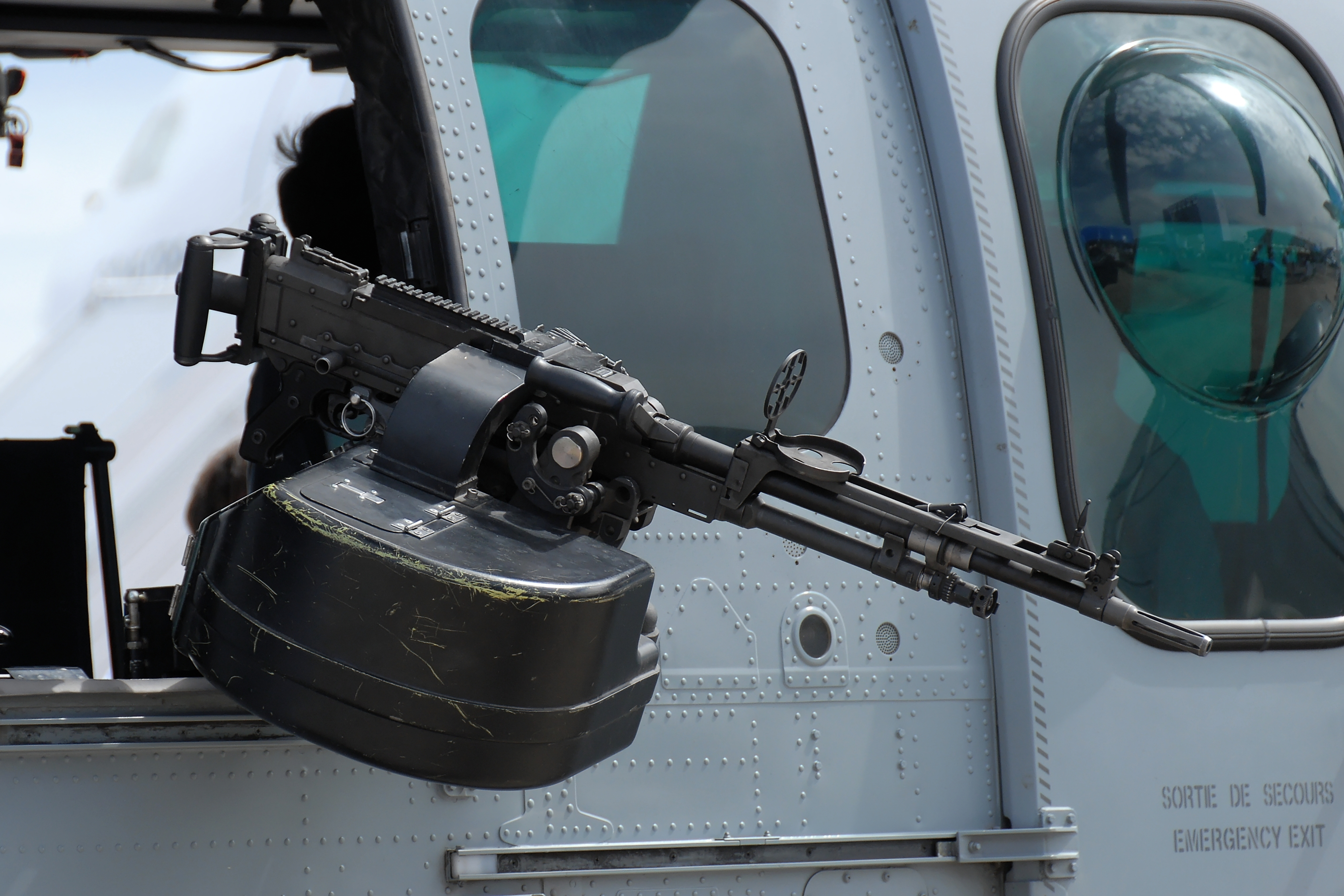
FN MAG montada en un helicóptero Super Cougar, en el Salón Internacional de la Aeronáutica y el Espacio de París-Le Bourget de 2007.

La MAG Modelo 60-20 es una ametralladora de propósitos generales refrigerada por aire, accionada por los gases del disparo y que dispara a cerrojo abierto cartuchos 7,62 x 51 OTAN alimentados mediante cinta.

### Mecanismo operativo
La MAG emplea los gases de la pólvora, los cuales son dirigidos a través de una portilla del cañón para impulsar hacia atrás un pistón que está conectado al cerrojo. La recámara del cañón es acerrojada hacia abajo mediante un mecanismo de palanca oscilante que está conectado al porta-cerrojo a través de una junta articulada. El punto de acerrojado y las superficies de engarce que guían la palanca están situados en la base del cajón de mecanismos. La MAG utiliza una serie de conceptos de probado diseño de otras armas de fuego exitosas, por ejemplo, el mecanismo del cerrojo se basa en el del fusil automático Browning M1918 (BAR), mientras que los mecanismos de alimentación y gatillo son de la ametralladora alemana de la Segunda Guerra Mundial, la MG42.
La MAG dispara a cerrojo abierto. Tanto el extractor accionado por resorte como el eyector se encuentran en el cerrojo. Luego de disparar, los casquillos son extraídos a través de una portilla de eyección situada en la base del cajón de mecanismos (una cubierta accionada por resorte como la de la MG42 protege la portilla). El mecanismo de disparo de la ametralladora es del tipo "aguja lanzada" (el porta-cerrojo actúa como lanzador, ya que tiene un canal que aloja el percutor, el cual sobresale de la superficie del cerrojo al momento de disparar), un gatillo que solo permite fuego automático y un seguro manual tipo botón transversal situado sobre el pistolete. Cuando el seguro es accionado, el gatillo se desconecta del cerrojo. El seguro solamente puede emplearse cuando el arma ha sido amartillada.

### Características
La MAG es alimentada desde la izquierda mediante cintas metálicas de eslabón abierto: tanto la cinta de eslabón desintegrable estadounidenses M13 (estándar OTAN) o la cinta segmentada alemana DM1 cuyas secciones de 50 cartuchos pueden unirse entre ellas a través de un cartucho. Para poder modificar la alimentación de la ametralladora de un tipo de cinta a la otra, varios componentes del mecanismo de alimentación deben ser reconfigurados ya que la posición del tope de cartuchos de la bandeja de alimentación y los ángulos de los trinquetes de la cubierta son diferentes. La MAG tiene un mecanismo de alimentación del tipo trinquete que continua moviendo la cinta durante el retroceso y avance del porta-cerrojo, haciendo que la cinta ingrese suavemente. Los tres trinquetes del mecanismo son accionados mediante un rodillo conectado al porta-cerrojo. El riel del canal de alimentación, los eslabones, ambas correderas de alimentación y la bandeja de alimentación son cromadas. La cubierta está hecha a partir de un molde de aluminio anodizado. Cuando se emplea la ametralladora en el papel de arma de asalto, se le acopla en el lado izquierdo del cajón de mecanismos un contenedor de chapa de acero estampada con capacidad para una cinta de 50 cartuchos.
El cañón de cambio rápido tiene un apagallamas ranurado. La recámara y el ánima del cañón están cromadas, además de tener 4 estrías a dextrógiro con una tasa de giro de 305 mm (1:12 pulgadas). Otras piezas acopladas a este son el pedestal del punto de mira, el asa de transporte y el bloque de gases (equipado con una válvula reguladora de tres posiciones).
La ametralladora está equipada con un bípode plegable (acoplado al extremo del cilindro de gases) que no puede ajustarse en altura. Sus patas de aluminio pueden plegarse para transportar el arma o emplearlas como un guardamano - siendo fijadas en ranuras bajo el cajón de mecanismos mediante sus ganchos y un retén con resorte. Al ser disparada desde la cadera, las patas del bípode quedan desplegadas y la pata izquierda es agarrada para un mayor control del arma. El bípode puede ser retirado del cilindro de gases mediante la extracción de un pasador situado en la cabeza de este, además de poder girar lo suficiente como para retirar los pernos de sujeción del cilindro de gases. La MAG también viene equipada con una culata fija de madera, pistolete, asa de transporte y sistema de puntería mecánico que consiste en un punto de mira (ajustable tanto en horizontal como en vertical) y un alza plegable con alcance de 200 a 800 metros en aumentos de 100 cuando está plegada, con una apertura en U con alcance de 800 a 1800 metros en aumentos de 100 cuando es desplegada. El alza está abisagrada a una base con orejetas protectoras que forma parte del cajón de mecanismos.
El cajón de mecanismos de la MAG está construido mediante piezas de chapa de acero estampada reforzadas con planchas de acero y remaches. Su parte frontal está reforzada para aceptar la tuerca del cañón y el cilindro de gases, los cuales son fijos. Los rieles-guía que sostienen el conjunto del cerrojo y la extensión del pistón durante su movimiento recíproco están remachados a las planchas laterales. Los rieles-guía del cerrojo van hacia abajo para que la palanca de acerrojado interaccione con el punto de acerrojado - que también está remachado a las planchas laterales. La parte posterior del cajón de mecanismos ha sido reforzada y ranurada para aceptar la culata.
En el rol de ametralladora estática el arma va montada sobre un trípode que ofrece un mayor grado de precisión y control que el bípode, por ejemplo el trípode FN 360°, el cual presenta un mecanismo para ajustar la elevación que permite mantener el eje del cañón del arma de 300 mm (11,8 pulgadas) a 600 mm (23,6 pulgadas), tiene un ángulo de inclinación de -30° to +15° y una transversal de 360°.
La variante de la MAG instalada a bordo de vehículos no tiene culata, bípode, asa de transporte, pistolete y cubierta protectora en la portilla de eyección, pero tiene un nuevo regulador de gases de tipo cerrado. Dependiendo del empleo del arma, la ametralladora puede ser equipada con una palanca de carga más larga, conjunto de gatillo estándar (con pistolete) o un conjunto de gatillo especial accionado eléctricamente.
El modelo aéreo montado sobre pedestal puede ser alimentado tanto desde el lado derecho como el lado izquierdo, pero solamente con la cinta desintegrable M13. Habitualmente estas armas no tienen sistema de puntería mecánico y están equipadas con gatillos eléctricos.

## Variantes

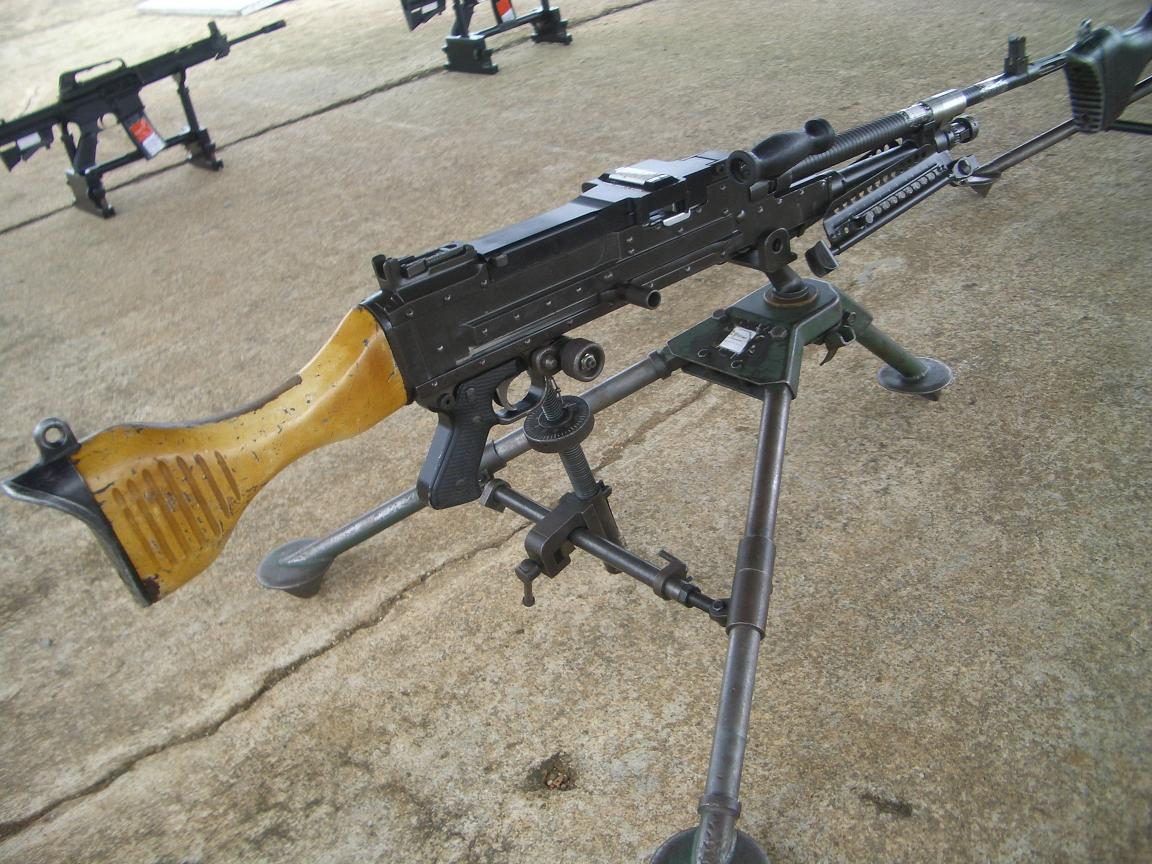
Tipo 74, versión taiwanesa de la MAG.

### Variantes producidas por FN
| Denominación | Descripción |
| ------------ | --- |
| MAG 60.20    | Versión estándar de infantería con pistolete, culata fija y bípode; varias subvariantes, incluyendo la T3 (L7A1) y T6 (L7A2)                                               |
| MAG 60.30    | Versión aérea fija, disparada mediante un gatillo solenoide; Capaz, al menos en algunas subvariantes, de ser alimentada tanto desde el lado izquierdo como el lado derecho |
| MAG 60.40    | Versión coaxial para tanques; varias subvariantes, incluyendo la T3 (M240)                                                                                                 |
| MAG 10.10    | Versión "Jungle", con cañón y culata más cortos |

La variante para vehículos de la MAG no tiene culata, bípode, asa de transporte, pistolete, cubierta protectora de la portilla de eyección y soporte para miras ópticas. Sin embargo, tiene un nuevo regulador de gas de tipo cerrado. Según el empleo del arma, la ametralladora además puede ser equipada con un cerrojo de manija alargada, conjunto de gatillo estándar (con pistolete) o un conjunto de gatillo accionado eléctricamente.
El modelo aeronáutico de pedestal es alimentado tanto desde el lado izquierdo como el derecho solamente con la cinta M13. Las ametralladoras configuradas de este modo usualmente no tienen alza ni punto de mira y están equipadas con gatillos accionados eléctricamente.

### Subvariantes británicas
| Denominación | Descripción |
| ------------ | --- |
| L7A1         | Ametralladora FN MAG 60-20 T3 7,62 x 51 OTAN |
| L7A2         | Variante de la L7A1; FN MAG 60-20 T6; Mecanismo de alimentación mejorado y puede instalarse un contenedor para cinta de 50 cartuchos                                                                         |
| L8A1         | Variante de la L7A1; Para montarse coaxialmente en tanques. No tiene culata. Cañón equipado con extractor de humo. Disparada mediante gatillo solenoide, pero con pistolete plegable para uso de emergencia. |
| L8A2         | Variante de la L8A1; mecanismo de alimentación mejorado |
| L19A1        | Variante de la L7A1; cañón extrapesado |
| L20A1        | Variante de la L7A1; disparada a control remoto desde contenedores y montajes externos |
| L20A2        | Variante de la L20A1; mecanismo de alimentación mejorado. |
| L37A1        | Variante de la L8A1; recámara de L8A1 y cañón de L7 para montarse en vehículos blindados. Pistolete y gatillo convencionales, más un kit para emplearla desmontada                                           |
| L37A2        | Variante de la L37A1; basada en la L8A2. Como la anterior. |
| L43A1        | Variante de la L7A1; empleada como arma de telemetría en el tanque ligero Scorpion |
| L44A1        | Variante de la L20A1; empleada por la Royal Navy |

La ametralladora de propósito general L7 es empleada por el Ejército Británico. Tanto esta como la L8, son derivadas de la MAG fabricadas bajo licencia. La denominación oficial del Ejército Británico para la versión actual es L7A2 GPMG (Ametralladora de Propósito General, en inglés). La L7 fue adoptada por las Fuerzas Armadas Británicas para sustituir a la longeva ametralladora Vickers (en el rol de arma de apoyo) y a la Bren (en el rol de ametralladora ligera), tras una serie de pruebas en 1957. Originalmente fabricada bajo licencia por la Royal Small Arms Factory de Enfield Lock y actualmente por Manroy Engineering, sirve en el Ejército Británico, los Royal Marines y otras fuerzas. Han existido dos principales variantes, la L7A1 y la L7A2, la primera desarrollada para ser empleada por la infantería y la segunda para ser montada en vehículos blindados (la variante L37 fue especialmente desarrollada para montarse en vehículos blindados). Aunque intencionaba reemplazar completamente a la Bren, esta ametralladora ligera (re-denominada L4) continuó siendo empleada en terreno selvático (especialmente en el Lejano Oriente), donde no había necesidad de ametralladoras medias y en unidades de retaguardia, hasta la introducción de la L86A1 Light Support Weapon (LWS; Arma Ligera de Apoyo, en inglés). La LWS intencionaba reemplazar tanto a la L7 como a la L4 en el rol de ametralladora ligera, pero los problemas con la capacidad de fuego sostenido y fiabilidad de la L86 llevaron a que las unidades de combate continúen empleando la L7 lo más posible (aunque se suponía que ni esta ni su munición serían suministrados a los pelotones de infantería). El Ejército Británico y los Royal Marines han sido equipados con la L110A1 (FN Minimi Para) para reemplazar a la LSW en el rol de ametralladora ligera y de apoyo. Esta emplea el cartucho 5,56 x 45 mm OTAN, al igual que el fusil de asalto L85. Pero las L7 calibre 7,62 mm continúan siendo empleadas como armas de apoyo o montadas en algunos vehículos militares, navíos y aviones británicos.
En 1961 la Royal Small Arms Factory de Enfield -hoy British Aerospace- en el Reino Unido, inició la producción bajo licencia de la MAG en las siguientes versiones: L7A2, L8A2, L37A2, L20A1 y la L43A1. Todos estos modelos emplean la cinta desintegrable M13.
La ametralladora de propósito general L7A2 reemplazó a la L7A1 en servicio con el Ejército Británico. Comparada con la MAG Modelo 60-20, tenía, entre otros cambios menores, un regulador de gas con 10 posiciones, una culata de plástico y un soporte -empleado para instalar miras ópticas diurnas y nocturnas- montado en el lado izquierdo del cajón de mecanismos. Como arma defensiva estática, la L7A2 podía ser montada en el trípode L4A1 conjuntamente con una mira periscópica.
La ametralladora coaxial para tanques L8A2 (reemplazó a la L8A1) tiene un regulador de gases diferente (cerrado) -comparada con la análoga Modelo 60-40- un apagallamas distinto y una palanca de carga modificada. El arma también tiene un conjunto gatillo que puede accionarse eléctricamente y una palanca en la bandeja de alimentación que permite retirar la cinta sin tener que levantar la cubierta de la bandeja de alimentación.
Otra ametralladora para tanques es la L37A2 (reemplazó a la L37A1) diseñada para montarse en torretas de tanque, junto a la escotilla del comandante, en vehículos blindados sobre ruedas y en vehículos portatropa blindados. Se distingue de la L8A2 por su gatillo, que fue adaptado de la L7A2 GPMG. La ametralladora puede ser empleada en tierra como arma defensiva por los tripulantes del vehículo, montándosele un cañón de L7A2, bípode y culata
La ametralladora aérea L20A1 está basada en la L8A2, de la cual se distingue por tener un gatillo eléctrico y un apagallamas ranurado. La L20A1 puede ser alimentada desde el lado derecho mediante el cambio de varias piezas del mecanismo de alimentación.
La L43A1, también desarrollada a partir de la L8A2, es una ametralladora coaxial para tanque empleada para apuntar el cañón principal del tanque mediante disparos de munición trazadora contra el blanco, para confirmar la trayectoria visualmente. El cañón del arma, equipado con un apagallamas, tiene una estructura pesada y reforzada que aumenta la precisión de esta, especialmente durante fuego sostenido.

### Variantes estadounidenses

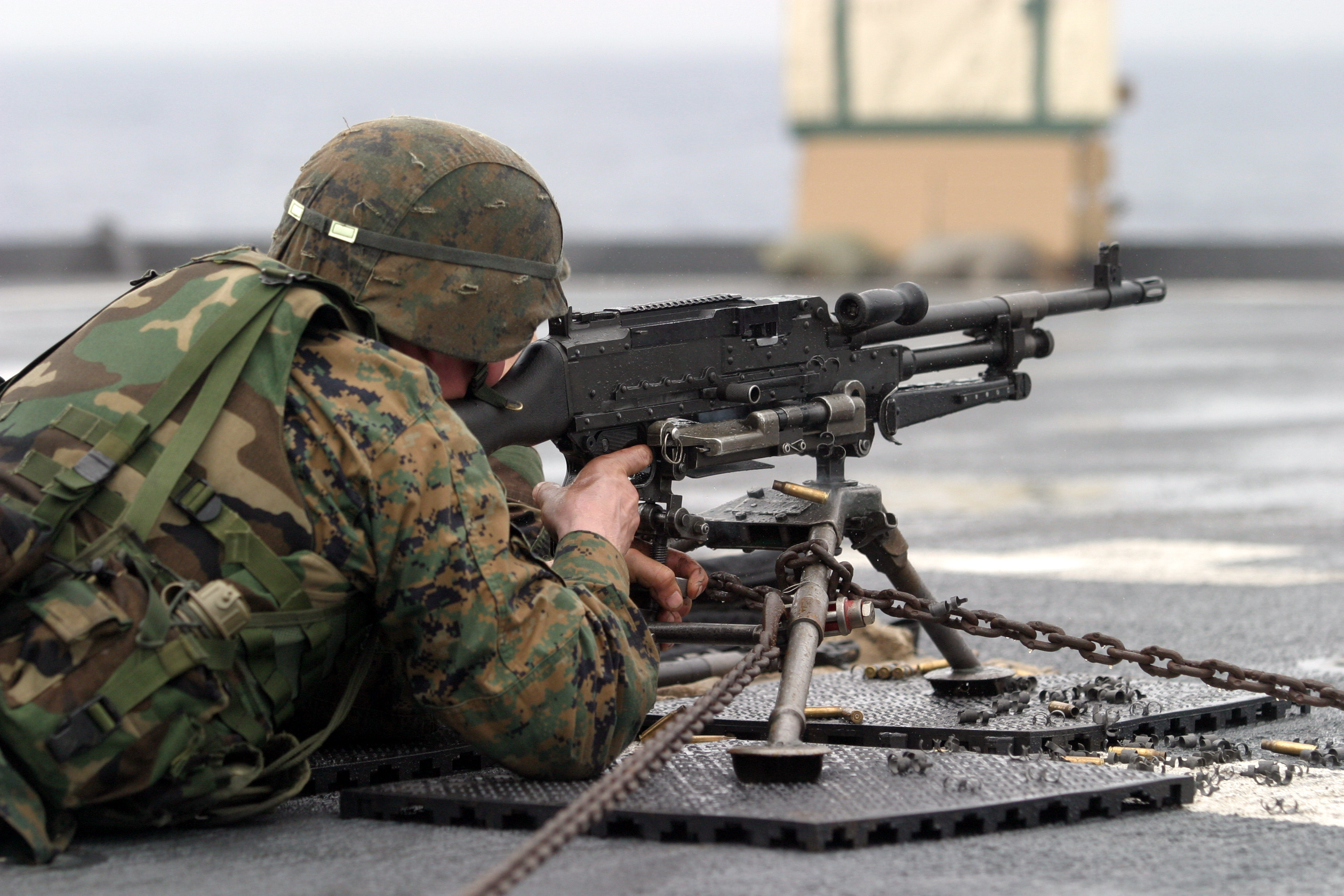
Un Marine disparando una M240G montada sobre trípode.

El 14 de enero de 1977, el Ejército Estadounidense firmó un contrato con la FN Herstal para proveerlo con una variante modernizada de la ametralladora para tanques Modelo 60-40 denominada M240. Las armas fueron inicialmente producidas en Bélgica. En la actualidad son fabricadas en los Estados Unidos por FNMI (FN Manufacturing Inc.), subsidiaria estadounidense de la FN situada en Columbia, Carolina del Sur. La M240 es fabricada en varias versiones: la M240 (modelo básico), M240C, M240E1, M240D, M240G y M240B.
La M240 es la ametralladora coaxial estándar empleada por los vehículos blindados estadounidenses. Fue utilizada en los tanques M60 (donde reemplazó a las ametralladoras M73/M219 calibre 7,62 mm) y en los M1 Abrams. Tiene un gatillo eléctrico y una palanca de carga. Comparada con la MAG Modelo 60-40, la M240 tiene un apagallamas y regulador de gas diferentes.
La M240C es una variante de la M240 original, pero alimentada desde el lado derecho. Es empleada en los portatropas artillados M2 y M3 Bradley como arma coaxial del cañón principal.
La M240E1, instalada desde 1987 en los vehículos de ataque blindados sobre ruedas LAV, tiene agarraderas tipo mango de pala con gatillo y mecanismo de amartillado integrales.
La M240D es considerada una versión mejorada de la M240E1 y ha sido optimizada para emplearla en helicópteros, montada sobre un pedestal. La M240D también trae un kit para emplearla desmontada.
La ametralladora de propósito general M240G fue introducida en servicio con los Marines y el 75.º Regimiento Ranger a inicios de 1990 para reemplazar a la M60E3. Tiene un regulador de gases diferente y un apagallamas más corto que la MAG Modelo 60-20. El arma también fue modificada para aceptar miras ópticas, mediante el empleo de un riel MIL-STD-1913 montado en el cajón de mecanismos. Para emplearla como ametralladora estacionaria, la M240G es montada en un trípode M122A1. Pesa 10,99 kg (24,2 libras), mide 1245 mm (49 pulgadas) y tiene una cadencia de fuego de 650-950 disparos por minuto.

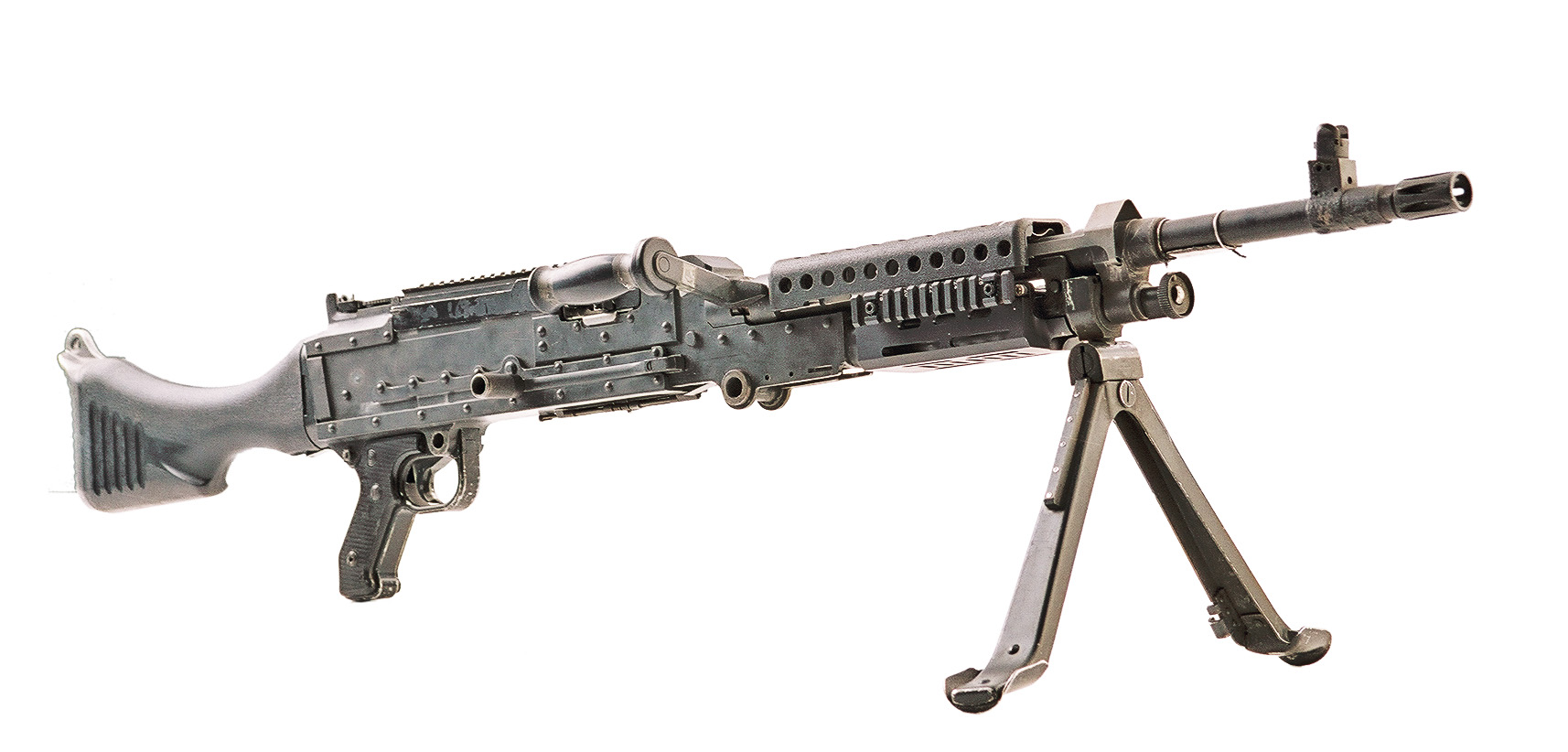
La M240B.

La M240B es una derivación modernizada y mejorada de la M240G, que posee un guardamanos perforado y una cubierta refrigeradora, un riel MIL-STD-1913 integrado a la cubierta del cajón de mecanismos -que permite el empleo de miras ópticas diurnas y nocturnas- una nueva culata sintética y un nuevo contenedor de cintas. Fue elegida para ser la nueva ametralladora media del Ejército el 1 de diciembre de 1995, reemplazando a la ametralladora M60 (derrotó a la M60E4 durante las pruebas). Pesa 12,5 kg (28 libras) y mide 1245 mm (49 pulgadas). Su cadencia de fuego es de 650-950 disparos por minuto.

### Variantes suecas

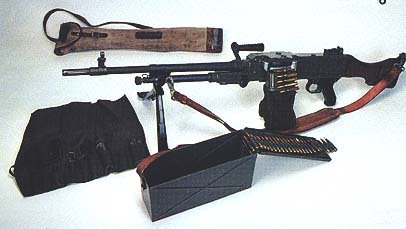
Ksp 58, versión sueca de la MAG.

Ksp 58: adaptada en 1958 para emplear el cartucho de fusil 6,5 x 55, que en aquel entonces era el cartucho estándar del Ejército sueco. Fabricada por Bofors Carl Gustav.
Ksp 58 B: a inicios de la década de 1970, el arma fue modificada con un nuevo regulador de gas y al mismo tiempo se reemplazaron los cañones para emplear el nuevo cartucho estándar 7,62 x 51 OTAN, el mismo que empleaba el Ak 4. La Ksp 58 B reemplazó a la más pesada Ksp m/42B en las unidades de infantería.
Ksp 58 C: a bordo del CV 90, esta versión reemplazó a la anterior Ksp m/39 a finales de 2004.
Ksp 58 Strv: variante principalmente empleada como armamento coaxial en tanques. Fue retirada de servicio junto con el Stridsvagn 103.
Ksp 58 D: denominación reservada para la renovada y modificada Ksp 58 B. La versión de prueba es mencionada como Ksp 58 DF, donde la "F" es de la abreviación de Försök (experimental, en sueco). Estas son algunas de sus modificaciones:
- Se le agregó un Riel Picatinny. La mitad del arma tiene un riel ajustable, mientras que el otro está fijo.
- Mira de punto rojo (Aimpoint).
- El asa de transporte fue acortada a la mitad de su longitud original. Esto fue necesario para poder tener un riel ajustable donde montar las miras ópticas.
- Culata extensible o plegable.
- Cañón 100 mm más corto.
- Apagallamas mejorado y acortado para reducir la longitud del arma y su fogonazo, para no incomodar la vista del tirador durante la noche.
- Cañón acanalado para reducir el peso del arma y mejorar el enfriamiento del cañón.
- Regulador de gas con sólo 4 modos (en lugar de 8). El último modo está marcado con rojo y solamente es empleado en emergencias.
- Portacintas con capacidad para una cinta de 100 cartuchos (antes una cinta de 50 cartuchos).
- Nuevas cajas de cintas.
- Nuevas bolsas de accesorios.
- Bípode pintado de color verde.
- Tiene una manta protectora, con un lado verde y el otro blanco (camuflaje de verano e inverno).
- El peso de la ametralladora es el mismo, pero todo el sistema es ahora 3 kg más ligero.

## Usuarios

### OTAN
- Bélgica: empleada en cada escuadrón de infantería y tropas aerotransportadas del Ejército Belga. Es denominada MAG M2 y la versión coaxial es la MAG M3.[7][8]

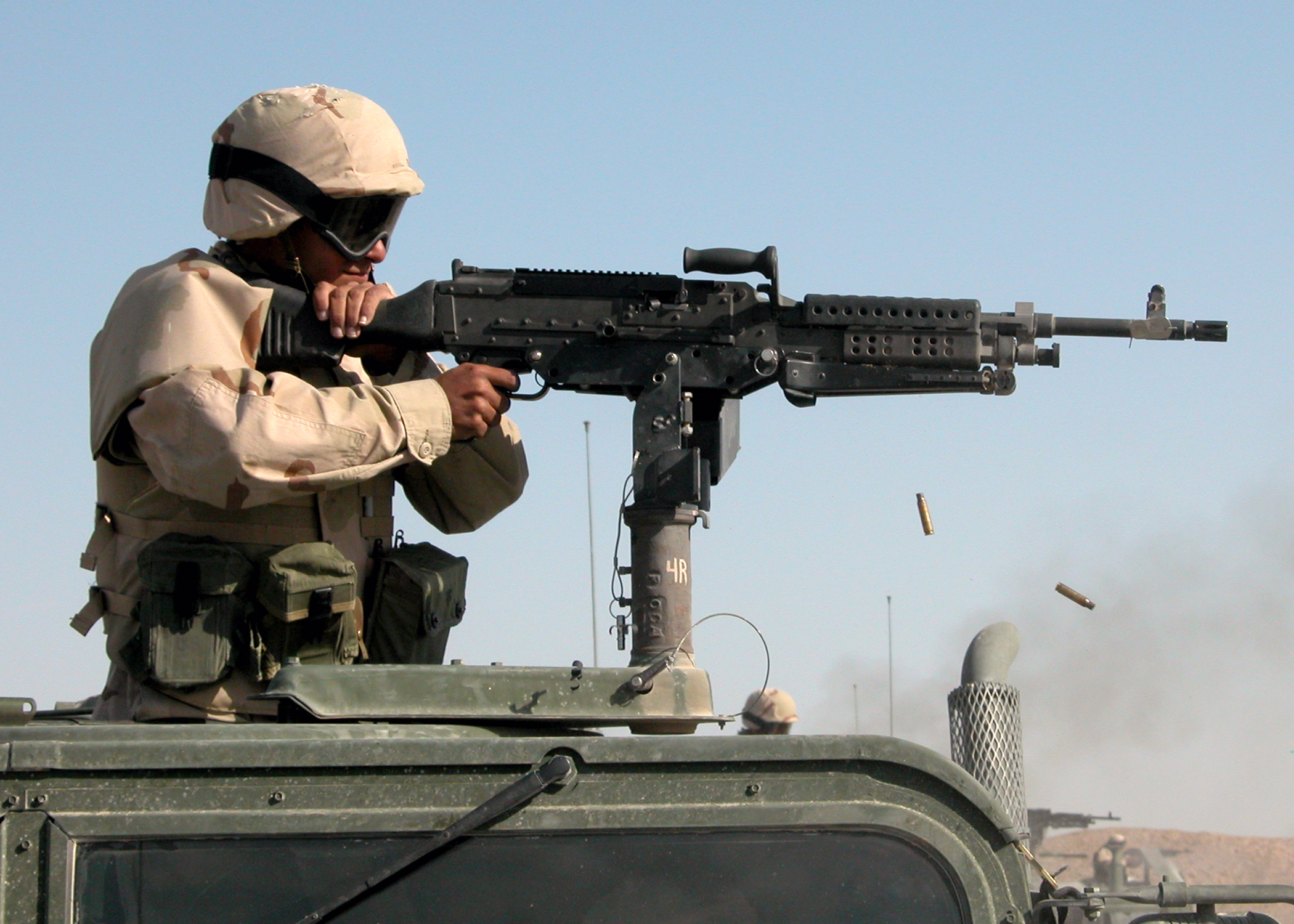
Un marino de un Batallón Naval Móvil de Construcción dispara una M240B, versión estadounidense de la MAG adoptada para la infantería en la década de 1990.

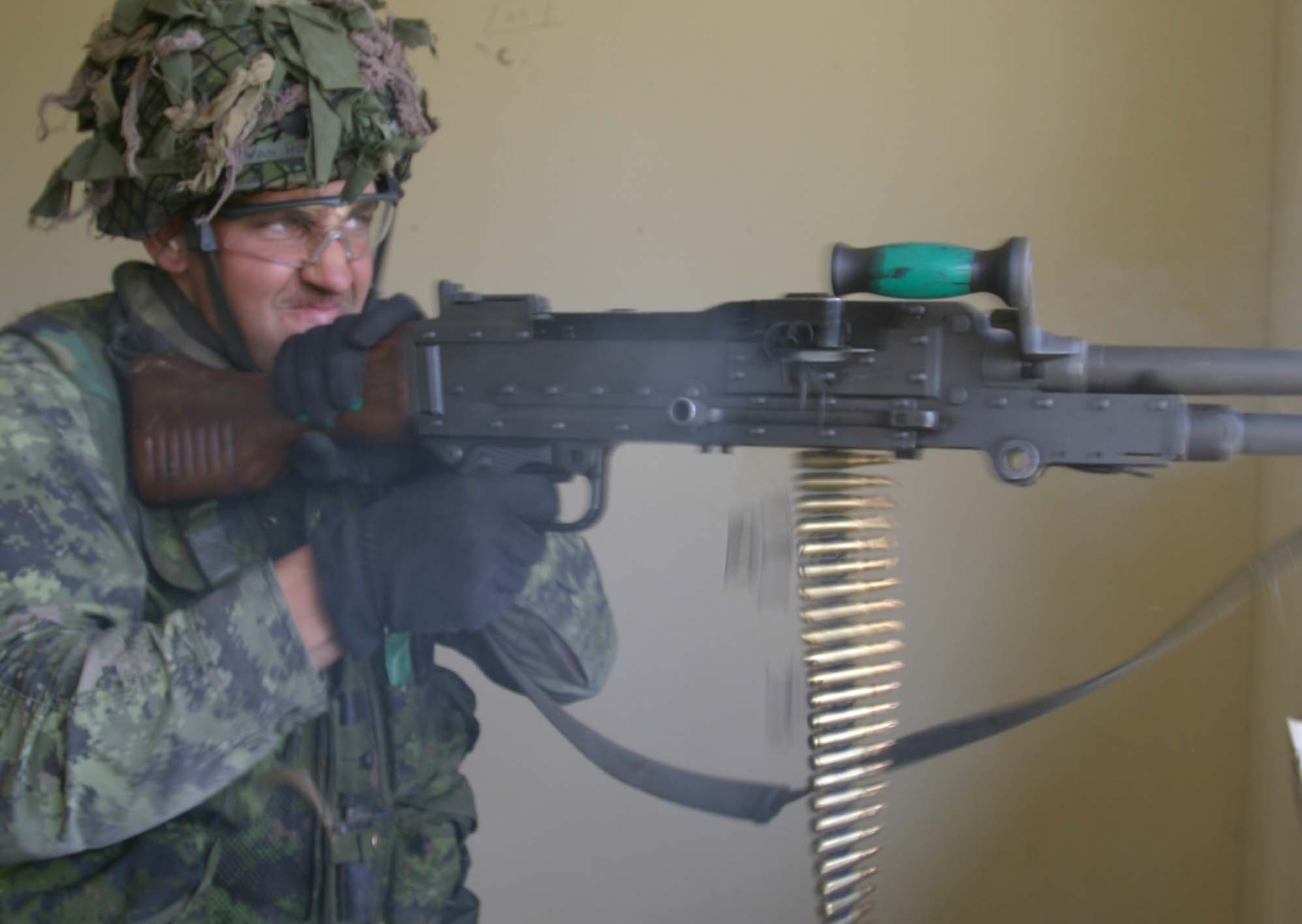
Soldado canadiense disparando su C6, variante de la MAG.

- Canadá: empleada en las Fuerzas Armadas Canadienses con la denominación C6 GPMG,[9] principalmente como arma de apoyo a nivel de pelotón.[10] Dos ametralladoras C6 son asignadas a cada pelotón de fusileros. La C6 GPMG también va montada en varios vehículos, incluyendo el LAV III, el Coyote, el Leopard C2 y el G-Wagon LUVW. Las C6 GPMG van montadas coaxialmente y sobre pedestales en estos vehículos, siendo empleadas para apoyar el avance de la infantería o para defender el vehículo.
- España: utilizada por el Escuadrón de Apoyo al Despliegue Aéreo (EADA) del Ejército del Aire y por las FAMET del Ejército de Tierra (MAG-58). La MAG240 es usada a su vez por la Infantería de Marina del Reino de España en las cuatro torres Lancer a razón de dos unidades por torre[11]
- Estados Unidos: reemplazó a la ametralladora M60. El Ejército emplea principalmente la M240B y los Marines la M240G, aunque existen otros modelos empleados por estos y otras ramas de las Fuerzas Armadas, así como en vehículos blindados.[12]
- Eslovenia[13]
- Estonia: la ametralladora sueca Ksp 58B ha sido adoptada como ametralladora estándar.[14]
- Francia: compró 500 ametralladoras en 2011 y al final unas 10 000 ametralladoras serán suministradas.[15]
- Grecia: empleada por el Ejército, las Fuerzas Especiales, la Infantería de Marina, la Fuerza Aérea, la Guardia Costera y la Policía.[16]
- Letonia: la ametralladora sueca Ksp 58B ha sido adoptada por la Guardia Nacional como ametralladora estándar.[17]
- Lituania: emplea la ametralladora sueca Ksp 58B.[18]
- Luxemburgo[19]
- Noruega: empleada en los tanques de segunda mano Leopard 2, comprados a Holanda.[20]
- Países Bajos: mayormente reemplazada por la FN Minimi en el rol de arma de apoyo, todavía es ampliamente utilizada en tanques, vehículos blindados (arma coaxial) y montada en camiones y Jeeps. Recientemente ha sido muy utilizada en Afganistán (RC-S) para apoyo adicional. También es empleada como arma estática por unidades de retaguardia.[21]
- Polonia
- Reino Unido[2]
- Turquía[7]

### Otros países
- Arabia Saudita
- Argentina: la MAG es empleada por el Ejército Argentino con la denominación de Ametralladora MAG Tipo 60-20 7,62,[22] luego de haber sido comprada hace más de dos décadas atrás. Las ametralladoras MAG argentinas son fabricadas bajo licencia por el arsenal de la Dirección General de Fabricaciones Militares.[23][24] Argentina también suministró ametralladoras MAG a Bolivia. También es usada por la Gendarmería Nacional Argentina. La MAG combatió en las Malvinas.

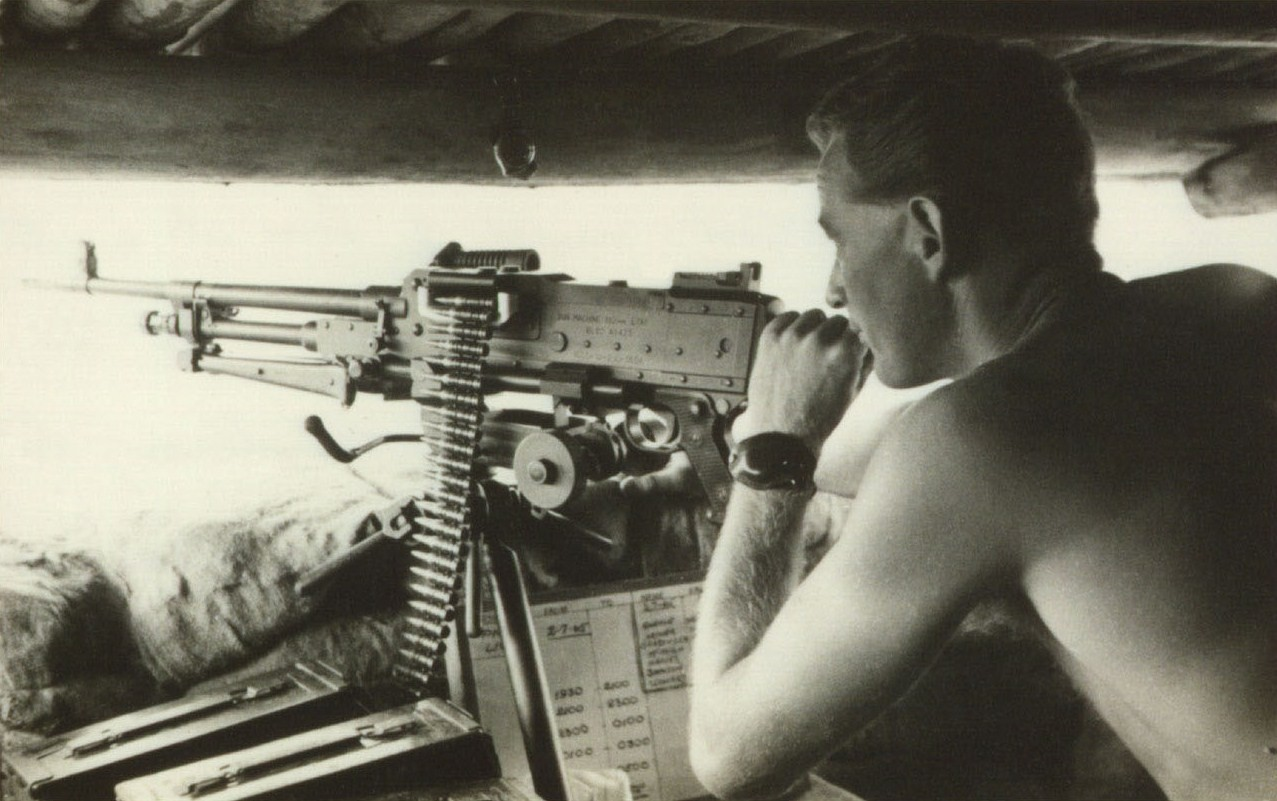
Soldado australiano disparando una MAG 58 durante la Confrontación indonesio-malaya.

- Australia: la MAG es oficialmente denominada MAG-58 dentro de las Fuerzas Armadas Australianas, particularmente en el Ejército Australiano.[25] A causa de su peso, el arma es habitualmente usada en el rol de ametralladora de apoyo montada sobre un trípode para proveer fuego de cobertura preciso. La MAG-58 también es utilizada como ametralladora coaxial y en montaje flexible a bordo del vehículo blindado ASLAV-25, equipando también los helicópteros Blackhawk del Ejército como arma defensiva y siendo operada por el director de cargamento. Otros empleos a bordo de vehículos incluyen los Land Rover Perentie 6x6 y el portatropas Bushmaster. Recientemente, todas las MAG-58 de las Fuerzas Armadas Australianas han sido completamente reconstruidas al cambiárseles todos los remaches del cajón de mecanismos e intercambiando piezas de L7 GPMG que se habían acumulado en los inventarios de las FAA con el paso del tiempo. El estandarizado y repotenciamiento del arma le permite seguir siendo empleada y tener apoyo logístico hasta bien entrado el año 2000 e incluso más adelante. Hoy, la MAG-58 continúa siendo la principal ametralladora de las FAA sin buscarle un reemplazo. También es empleada por el Servicio Australiano de Aduanas y Protección de Fronteras.[26]
- Austria: la MAG es utilizada por el Ejército austriaco con la denominación de 7,62 mm MG FNMAG/Pz, a bordo del Schützenpanzer Ulan y el Kampfpanzer Leopard 2A4.[27][28] También es utilizada para armar los nuevos helicópteros S-70A-42 Black Hawk.[27]
- Baréin[7]
- Barbados[7]
- Belice[7]
- Birmania
- Bolivia: compró ametralladoras MAG argentinas durante la presidencia del Gral. David Padilla.[7]
- Botsuana[7]
- Brasil: arma de apoyo estándar del Ejército Brasileño, denominada M971.[29]
- Brunéi[7]
- Burkina Faso[7]
- Burundi[7]
- Camboya: versión de fabricación china de la FN MAG, la XY 7,62 x 51, empleada por la República Jemer y los Jemeres Rojos durante la guerra civil camboyana y actualmente por el Ejército Real Camboyano.
- Camerún[7]
- Catar
- Chad[7]
- Chile[30] Utilizada en helicópteros.
- China: fabricada para exportación como la CQ 7,62 x 51 con una culata ajustable.[31] La XY 7,62 x 51 tiene una culata de madera.[31]
- Chipre: utilizada por la Guarida Nacional, la Marina, la Fuerza Aérea y la Policía.[7]
- Colombia[7]
- Corea del Sur
- Croacia
- Cuba[7]
- Ecuador[7]
- Egipto: fabricada bajo licencia por la Compañía Maadi para Engineering Industries como la Helwan 920. Es producida en variantes con bípode y para montar en un trípode. Una variante con bípode no tiene culata y viene equipada con agarraderas tipo mango de pala.[2][23][32]
- Emiratos Árabes Unidos
- Filipinas: empleada a bordo del portatropas Simba.
- Gabón[7]
- Gambia[7]
- Ghana[7]
- Guatemala[7]
- Haití[7]
- Honduras: Ejército Nacional de Honduras.
- India: las diversas ramas de las Fuerzas Armadas Indias emplean las versiones de producción local de la MAG, conocidas como MG 2A1, MG 1A, MG 5A y MG 6A. Estas ametralladoras son producidas por la Small Arms Factory de Kanpur.[2]
- Indonesia: es empleada por el Grupo Táctico de Buzos Komando Pasukan Katak (Kopaska) y la Unidad Especial Komando Pasukan Khusus (Kopassus).[33] La ametralladora de propósito general Pindad SPM2-V2 es una copia indonesia de la MAG fabricada bajo licencia.[34]
- Irak[35]
- Irlanda: conocida como la GPMG o MAG-58. Es empleada como arma de apoyo en los escuadrones de infantería. Otras unidades (incluyendo el Naval Service y los Air Corps) emplean la GPMG en diversos roles como arma montada en vehículos, para fuego sostenido y ametralladora pesada. Ha sido recientemente introducida entre los reservistas, reemplazando a la Bren.[36]
- Israel: está siendo reemplazada por la nueva ametralladora ligera Negev de fabricación israelí. Todavía es ampliamente utilizada en tanques, portatropas, lanchas lanzamisiles, lanchas patrulleras Dvora y otros vehículos.[37]
- Jamaica: arma de apoyo para batallones de la Fuerza de Defensa de Jamaica.[38]
- Jordania
- Kenia
- Kuwait: emplea tanto la L7A2 y la M240.
- Líbano: empleada por el Ejército Libanés a bordo de vehículos, como el M151 MUTT.
- Lesoto
- Libia
- Malasia
- Marruecos
- México[30]
- Nueva Zelanda: las Fuerzas Armadas Neozelandesas originalmente compraron la L7A2 (versión británica de la MAG) en 1976. Estas están siendo reemplazadas por versiones belgas de la MAG-58, que fue originalmente puesta en servicio como parte de la introducción del APC NZLAV. Las MAG de fabricación belga son empleadas como ametralladoras ligeras por la infantería, como ametralladora sobre pedestal a bordo del LOV y el UH-1H y como ametralladora de apoyo.[39]
- Nicaragua
- Nigeria
- Omán
- Paraguay
- Pakistán
- Panamá:[30] utilizado por el Servicio Nacional de Fronteras (SENAFRONT) y Servicio Nacional Aeronaval (SENAN)
- Perú: es la ametralladora estándar de todas las unidades del Ejército del Perú, es utilizada como base de fuego de apoyo y está montada a bordo de los tanques AMX 13 como ametralladora principal y coaxial.
- República Democrática del Congo[7]
- República Dominicana[7] ametralladora de Propósito y Apoyo General y de Respaldo de Fuego.
- Rodesia[40]
- Ruanda
- Seychelles
- Sierra Leona
- Singapur: producida bajo licencia por la Ordnance Development and Engineering Company de Singapur,[23] hoy integrada a ST Engineering. Se produjeron dos versiones, una variante de asalto para infantería equipada con un bípode y un modelo coaxial para tanques o para montarse a bordo de vehículos. Una MAG es proporcionada a cada pelotón de fusileros. Se le conoce como GPMG o simplemente MG. El arma es operada por un equipo de tres hombres: el Comandante de Ametralladora, el ametralladorista y el ametralladorista auxiliar, que transporta munición extra, prepara las cintas, cambia el cañón y protege a los otros dos.
- Sri Lanka
- Sudáfrica[7]
- Sudán
- Suecia: adoptada en 1958 como la Ksp 58 y fabricada por el arsenal local Carl Gustav, ahora Bofors. Estaba calibrada para el cartucho 6,5 x 55 Mauser. Fue ligeramente modificada en los años 1970 al actual estándar de la Ksp 58B, siendo la mayor mejora un nuevo regulador de gases. Al mismo tiempo, la mayor parte de las ametralladoras fueron recalibradas para emplear el cartucho 7,62 x 51 OTAN mediante el simple cambio de sus cañones. Pero los viejos cañones fueron guardados para poder emplear la gran cantidad de cartuchos 6,5 x 55 Mauser disponibles. Se desarrolló una variante con cañón corto y culata metálica plegable similar a la de la Minimi Para, denominada Ksp 58DF. Pero la resultante Ksp 58D todavía no ha sido adoptada. La Ksp 58 Strv es una versión coaxial empleada en tanques. La Ksp 58C es empleada a bordo del tanque ligero CV9040C del Ejército Sueco.[41][42]
- Suiza
- Surinam
- Suazilandia
- Tailandia: sirve desde 1995 en el Ejército Real Tailandés, como ametralladora de apoyo y montada a bordo de vehículos.
- Taiwán: producida bajo licencia como la Tipo 74. Modificada a los estándares taiwaneses y fabricada por la Armería 205 del Ministerio de Defensa. Está basada en la MAG, pero presenta amplias modificaciones para cumplir los requisitos de las Fuerzas Armadas Taiwanesas. El proyecto de la Tipo 74 fue autorizado por el Ejército Taiwanés para reemplazar a las ametralladoras Tipo 57/M60. El diseño fue completado en 1985 y la producción en masa empezó en 1988, tras extensas pruebas. Varias partes han sido rediseñadas para optimizar la producción del arma según las capacidades locales de fabricación y adaptarla a los usuarios, especialmente tomando en cuenta las medidas del soldado taiwanés promedio. Las diferencias más obvias entre ambas armas son el bípode (el mismo de la M60) y un guardamonte agrandado en la Tipo 74. Se ha incorporado al alza la capacidad de ajuste en horizontal. El cañón de la Tipo 74 tiene aletas de refrigeración en espiral similares a las de los primeros modelos de la MAG, conservando el mismo sistema de cambio rápido. La cadencia de fuego ha sido reducida a propósito para mejorar la fiabilidad y puede ajustarse entre 400 y 800 disparos/min y una variante conocida como la Tipo 74V fue desarrollada como ametralladora coaxial para mejorar el tanque ligero M41D, pero no entró en producción.
- Tanzania
- Túnez
- Uganda
- Uruguay[30]
- Venezuela: Es la ametralladora estándar de las unidades de infantería del Ejército Venezolano.[30]
- Yibuti[7]
- Zaire
- Zimbabue: Provienen mayormente de los arsenales del antiguo gobierno rhodesio.

### Desarrollos relacionados
- Ametralladora M240

### Armas similares
- Ametralladora M60
- Sumitomo NTK-62

### Listas relacionadas
- Anexo: Materiales del Ejército de Tierra de España

43.- La Infantería de Marina del Reino de España también usa la M240 en las cuatro torres Lancer a razón de dos unidades cada una.
https://www.infodefensa.com/es/2020/10/16/noticia-rheinmetall-actualizara-torres-lance-vehiculos-pirana-infanteria-marina.html